# Ostrakon

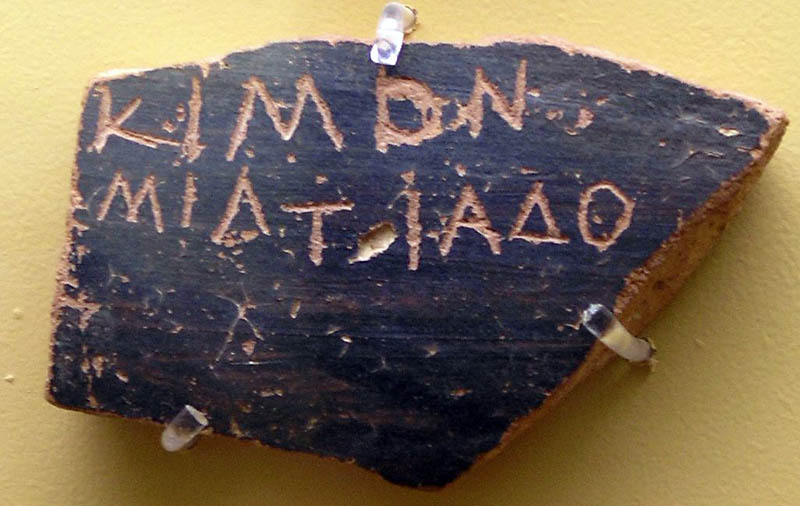
Ostrakon se jménem ostrakizovaného [[Kimón|Kimóna [syna] Miltiada]]

Ostrakon (střední rod, mn. č. ostraka) je řecké slovo označující „střep hliněné nádoby“. Pro svou snadnou dostupnost a lacinost byla v některých starověkých kulturách ostraka používána jako psací materiál sloužící k zápisu běžných každodenních či méně důležitých textů. Střepy sloužily i k takzvanému ostrakismu (střepinovému hlasování) o vypovězení občana ze starověkých Athén. V současné době je tento pojem používán obecně, ostrakizovat znamená vyloučit jedince z kolektivu.
V egyptologii se tento termín používá také k označení stejným způsobem použitých úlomků vápence.